# Liya Kebede

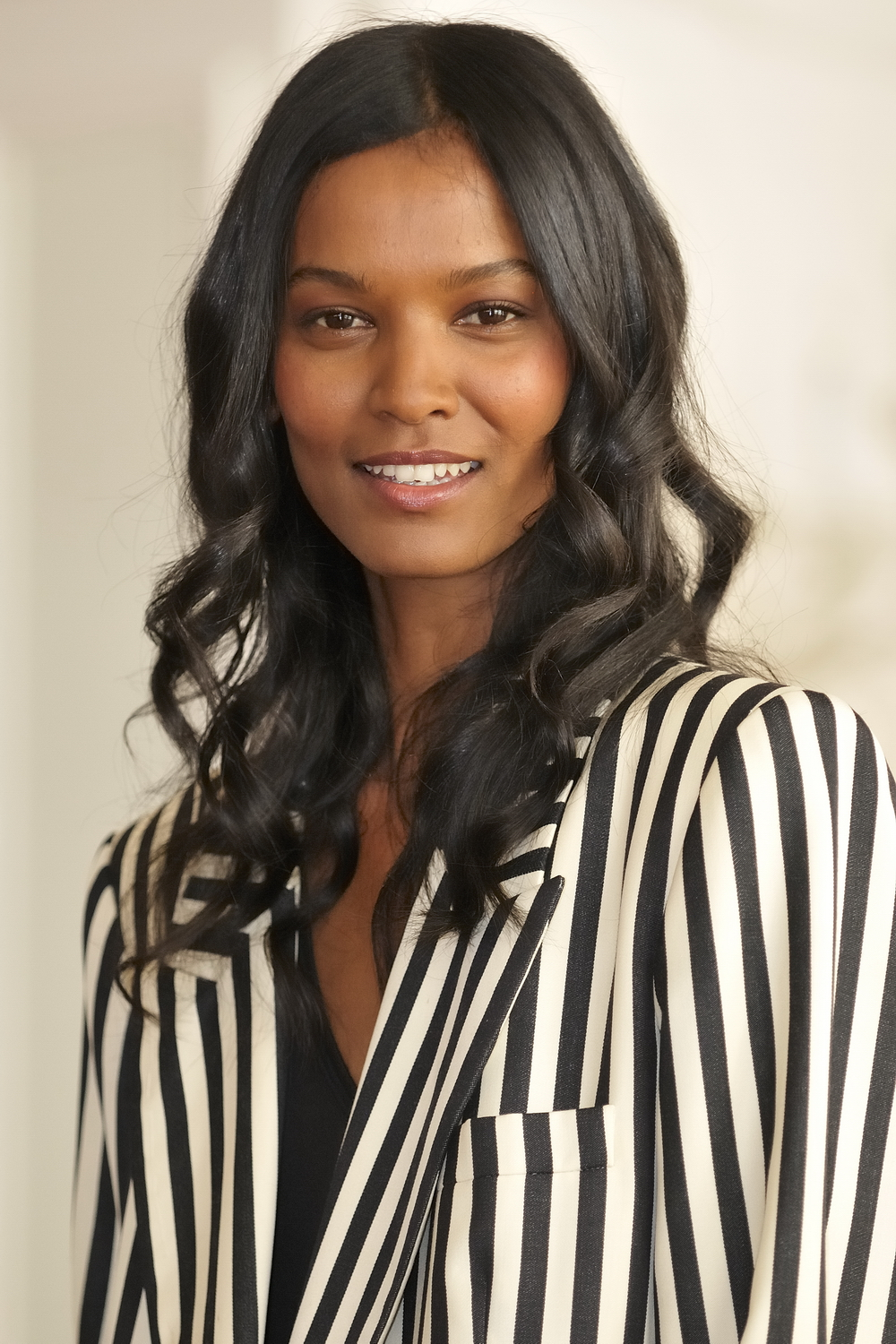
Liya Kebede bei den 66. Filmfestspielen von Venedig 2009

Liya Kebede (amharisch ሊያ ከበደ; * 1. März 1978 in Addis Abeba, Äthiopien) ist ein äthiopisches Model, Designerin und Schauspielerin.

## Leben und Karriere
Liya Kebede wurde entdeckt, während sie das Lycée Guebre Mariam besuchte, und an einen französischen Agenten vermittelt. Nach dem Abitur ging sie nach Frankreich und später nach New York City. Sie hatte ihren Durchbruch, als Tom Ford sie für die Herbst/Winter-2000-Modeschau von Gucci verpflichtete. Seitdem lief sie regelmäßig Modeschauen in New York City, Paris und Mailand. Sie war auf der Titelseite der führenden Modemagazine, etwa in verschiedenen Ausgaben von Vogue. Sie fotografierte für Anzeigenkampagnen von GAP, Yves Saint Laurent, Victoria’s Secret, Emanuel Ungaro, Louis Vuitton, Tommy Hilfiger, Revlon, Dolce & Gabbana, H&M und Escada. 2003 wurde sie als erstes schwarzes Model das neue Gesicht von Estée Lauder. Für den Vertrag soll sie drei Millionen US-Dollar erhalten haben. 2013 war sie im Pirelli-Kalender abgebildet.
Kebede hatte kleine Rollen in den Spielfilmen Lord of War – Händler des Todes (2005) und Der gute Hirte (2006). In dem Film Wüstenblume (2009), in dem sie die Hauptrolle spielt, verkörpert sie Waris Dirie. In Heute bin ich Samba (2014) spielte sie eine der Nebenrollen.
Seit 2005 ist Kebede als UN-Sonderbotschafterin für die Weltgesundheitsorganisation tätig.
Kebede war seit 2000 mit dem Hedge-Fonds-Manager Kassy Kebede verheiratet, mit dem sie zwei Kinder (* 2001 und * 2005) hat. Das Paar ließ sich im Jahr 2015 scheiden.

## Filmografie (Auswahl)
- 2005: Lord of War – Händler des Todes (Lord of War)
- 2006: Der gute Hirte (The Good Shepherd)
- 2009: Wüstenblume (Desert Flower)
- 2011: Black Gold
- 2012: Auf den Spuren des Marsupilami (Sur la piste du Marsupilami)
- 2013: The Best Offer – Das höchste Gebot (La migliore offerta)
- 2014: Heute bin ich Samba (Samba)
- 2018: Nicky Larson et le parfum de Cupidon
- 2020: 419